# Рудольф Вендельмут
Рудольф Вендельмут (нім. Rudolf Wendelmuth; 28 липня 1890, Гота, Німецька імперія — 30 листопада 1917, Фонтен-Нотр-Дам, Франція) — німецький льотчик-ас, лейтенант Прусської армії.

## Біографія
Коли почалася Перша світова війна, Вендельмут був направлений в 233-й резервний піхотний полк, але 1 березня 1915 року перевівся в авіацію і отримав направлення в 3-й льотний запасний дивізіону в Готі для льотної підготовки. У вересні Вендельмут був направлений на Македонський фронт, повернувся в липні 1916 року в Fokker Kommando в Кельн. Потім його послали в Османську імперію, де німецький льотчик здобув свою першу перемогу в складі льотного дивізіону (FA) 5, який базувався в Севда-Кой. Вендельмут повернувся на Західний фронт в квітні 1917 року і був визначений у винищувальну ескадрилью (Jasta) 8, де здобув ще 10 перемог. 25 вересня Вендельмут був вперше збитий: мотор його літака був виведений з ладу вогнем винищувача Bristol Fighter 2b з 20-ї ескадрильї. В тому ж бою був поранений інший ас Вальтер Гетч. 19 жовтня Вендельмута призначили командиром Jasta 20. 30 листопада о 11:35 Вендельмут зіткнувся в повітрі з лейтенантом Вільгельмом Шульцом з Jasta 4. Обидва пілоти загинули.
Всього за час бойових дій здобув 14 перемог.

## Нагороди
- Залізний хрест 2-го і 1-го класу
- Орден «За військові заслуги» (Баварія) 4-го класу з мечами і короною
- Галліполійська зірка (Османська імперія)